# Ein Sommer in St. Tropez
Ein Sommer in St. Tropez ist ein Film des britischen Fotografen und Regisseurs David Hamilton.
Sieben gut aussehende Frauen vom Typ „Lolita“ verleben ihre Ferien in und um ein Sommerhaus bei Saint-Tropez. Dabei tanzen sie wahlweise nackt durch die Natur, proben Ballett oder spielen semierotische Spielchen miteinander. Eine Handlung im eigentlichen Sinne hat der Film nicht.
Nachdem sein vorheriger Film Erste Sehnsucht nur ein mäßiger Erfolg war, produzierte man diesen Film direkt für den Videomarkt. Es war zugleich der letzte Film des Fotografen. Zum Film ist ein begleitender Bildband von Hamilton erschienen.